# Partido Republicano de Centro
El Partido Republicano de Centro (PRC) es el nombre que adoptó el Partido Liberal en las islas Baleares a partir de 1931, tras la proclamación de la Segunda República. La formación estuvo controlada por el financiero Juan March.
En las elecciones municipales de abril de 1931, las candidaturas monárquicas, de las que el Partido Liberal era la fuerza predominante, fue el vencedor en la mayoría de municipios y en los más importantes (Palma de Mallorca, Manacor, Inca o Pollensa). Sin embargo, después de la proclamación de la República casi la totalidad de las mayorías que había logrado fueron denunciadas por fraude. Las elecciones municipales celebradas en junio arrebataron a los ya republicanos de centro la mayoría de las alcaldías, salvo Marrachí, Capdepera, Sancellas y Consell.
En los comicios para elegir las cortes constituyentes de la República (junio de 1931) el Partido Republicano de Centro se presentó en solitario con los candidatos March, Luis Alemany y Pedro Matutes. Solo resultaron elegidos March y Alemany. Su tarea durante la legislatura fue más bien discreta solo con alguna intervención en contra del estatuto de autonomía de Cataluña. Por otra parte, en septiembre de 1933, March fue elegido miembro del Tribunal de Garantías Constitucionales.
En las elecciones de 1933 los republicanos de centro se intregraron dentro de la Coalición de Centro-Regionalista-Derecha aportando como candidatos a March y a Matutes, los cuales fueron elegidos como diputados. En las últimas elecciones de la República se volvió integrar dentro una candidatura de centro derecha pero con sus candidatos como independientes. Fueron Matutes, Juan March Servera (hijo de J. March Ordinas) y Jaime Suave, los tres candidatos salieron elegidos.
La vida de este partido finalizó con el levantamiento del 19 de julio de 1936.